# Campionat d'Europa de persecució individual femení
El Campionat d'Europa de persecució individual femenina és el campionat d'Europa de Persecució individual, en categoria femenina, organitzat anualment per la UEC. Es porten disputant des del 2014 dins els Campionats d'Europa de ciclisme en pista.

## Medaller
| En negreta = Ciclista campiona (1) = Nombre de campionats |

| V    | 2014 | Katie Archibald       | Mieke Kröger       | Vilija Sereikaitė  | Guadalupe                 |  |
| VI   | 2015 | Katie Archibald (2)   | Élise Delzenne     | Ciara Horne        | Grenchen                  |  |
| VII  | 2016 | Katie Archibald (3)   | Justyna Kaczkowska | Anna Turvey        | Saint-Quentin-en-Yvelines |  |
| VIII | 2017 | Katie Archibald (4)   | Justyna Kaczkowska | Silvia Valsecchi   | Berlín                    |  |
| IX   | 2018 | Lisa Brennauer        | Katie Archibald    | Justyna Kaczkowska | Glasgow                   |  |
| X    | 2019 | Franziska Brausse     | Lisa Brennauer     | Katie Archibald    | Apeldoorn                 |  |
| XI   | 2020 | Neah Evans            | Martina Alzini     | Silvia Valsecchi   | Plòvdiv                   |  |
| XII  | 2021 | Lisa Brennauer (2)    | Marion Borras      | Mieke Kröger       | Grenchen                  |  |
| XIII | 2022 | Mieke Kröger          | Lisa Brennauer     | Vittoria Guazzini  | Múnic                     |  |
| XIV  | 2023 | Franziska Brausse (2) | Josie Knight       | Mieke Kröger       | Grenchen                  |  |
| XV   | 2024 | Josie Knight          | Franziska Brausse  | Anna Morris        | Apeldoorn                 |  |